# 혜릉 (조선)
혜릉(惠陵)은 조선 제 20대 왕 경종의 정비 단의왕후 심씨의 능이다. 동구릉의 하나로, 1970년 5월 26일 사적 제 193호로 지정되어 있으며, 대한민국 경기도 구리시 인창동에 위치하고 있다.

## 개요
단의왕후 심씨는 숙종 12년 1686년 5월 21일 청은부원군 심호의 딸로 태어났다. 숙종 22년 1696년 11세의 어린 나이에 숙종과 장희빈의 아들인 세자 윤(昀)의 세자빈으로 간택되었다. 그러나 경종 즉위 2년 전인 숙종 44년 1718년 2월 7일 병을 얻어 세자빈의 신분으로 소생도 없이 훙서하였다.
1718년 숙종은 《단의》(端懿)의 시호를 추서하고 《단의빈》으로 삼았다. 산역은 각 도에서 승군 1,000명을 징발하여 조성하였고, 4월 16일에 발인하여, 19일 현종의 능인 숭릉 왼쪽 산줄기에 안장하였다.
1720년, 경종이 즉위하자 혜릉(惠陵)의 능호와 영휘(永徽)의 전호를 받고 단의왕후로 추봉되었다.
그러나 세자빈의 신분으로 소생도 없이 승하하였기 때문에 경종과 같이 묻히지 못하고, 경종과 계비 선의왕후는 서울시 성북구 석관동의 의릉에 같이 모셔져 있으나 단의왕후의 능인 혜릉은 이곳에 홀로 조성되었다.
이후 1950년 한국전쟁으로 홍살문과 정자각이 불타서 주춧돌만 남은 상태였으나 1995년 새로 복원하여 왕릉의 면모를 다시금 갖추게 되었다.

## 같이 보기
- 조선의 왕릉
- 동구릉
- 의릉